# Pijana dziewczyna śpiąca przy stole

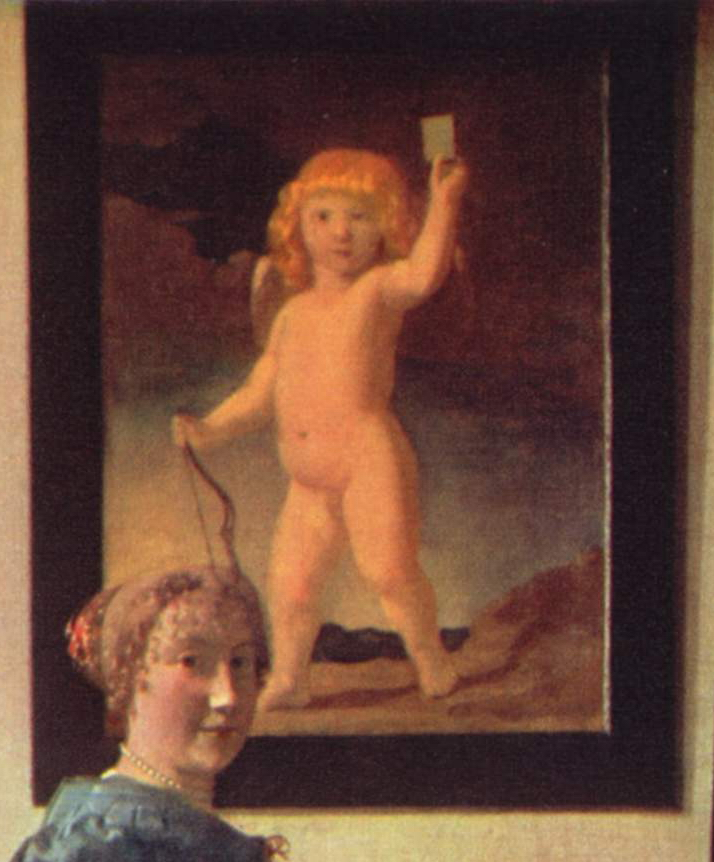
Fragment obrazu Kobieta stojąca przy klawesynie (ok. 1670) przedstawiający płótno z puttem lub kupidynem, przypisywane Caesarowi van Everdingen

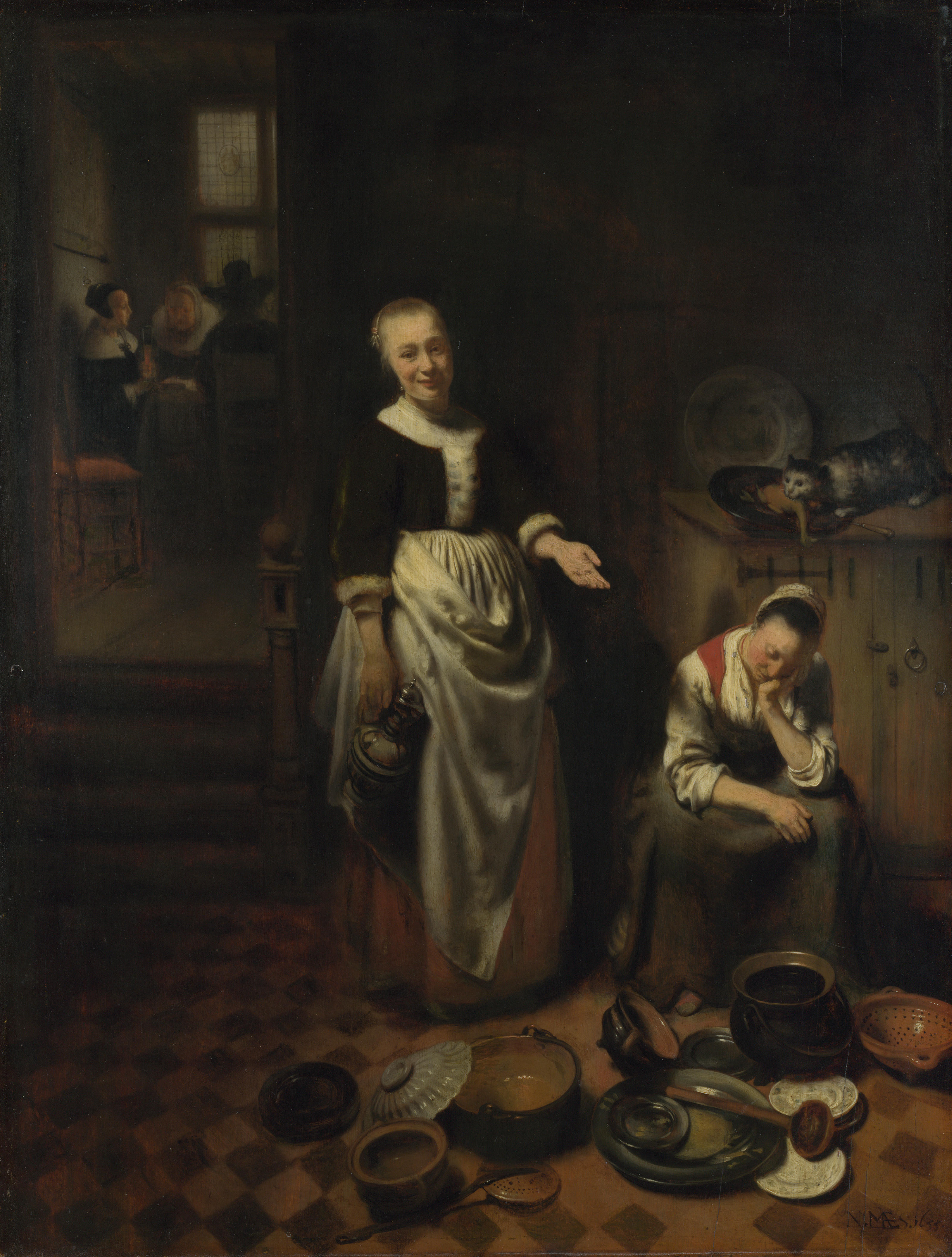
Nicolaes Maes, Leniwa służąca (albo: Wnętrze ze śpiącą służącą i jej gospodynią), 1655, National Gallery w Londynie

Pijana dziewczyna śpiąca przy stole albo Służąca śpiąca przy stole (niderl. Het Slapende Meisje) – obraz Jana Vermeera datowany na lata ok. 1657. Obraz jest sygnowany – podpis znajduje się z lewej strony, nad głową dziewczyny.
Obraz został zapisany w spadku przez Benjamina Altmanna Metropolitan Museum of Art w 1913. W muzeum tym znajduje się do dziś.
Wcześniejsze znane dziś dzieła Vermeera to dwa płótna o tematyce historycznej (Chrystus w domu Marii i Marty i Toaleta Diany) i obraz przedstawiający scenę w domu schadzek (U stręczycielki). To natomiast można uznać za pierwsze dzieło stricte rodzajowe, której to dziedzinie malarstwa Vermeer poświęci się przez resztę życia. Obraz wykazuje pewne zbieżności ze Stręczycielką (1657): w obu dominują tony żółte i czerwone, na pierwszym planie został umieszczony wielobarwny dywan, a rysy kobiet, przedstawionych na płótnach, są bardzo podobne. Najprawdopodobniej oba płótna powstały w niedługim odstępie czasu, stąd Pijana dziewczyna... datowana jest powszechnie na lata ok. 1657.

## Dziewczyna we wnętrzu
Płótno przedstawia samotną, młodą kobietę we wnętrzu, siedzącą za stołem na tle ściany. Z prawej strony obrazu widać uchylone drzwi, prowadzące do innego pomieszczenia. Z przodu widoczny jest rozłożony na stole i udrapowany dywan, na którym stoi biała karafka i misa z owocami. Dziewczyna, ubrana w brunatną suknię z białym kołnierzem, prawą ręką podpiera głowę, oczy ma zamknięte. W lewym górnym rogu, ponad jej głową, widać zacieniony fragment obrazu przedstawiającego putto lub kupidyna, przypisywanego Caesarowi van Everdingen. To samo płótno pojawia się także jako obraz w obrazie w Kobiecie stojącej przy klawesynie i Lekcji muzyki. Tutaj jednak u stóp kupidyna malarz umieścił maskę. Wśród badaczy nie ma zgody, czy elementowi temu można przypisywać znaczenie symboliczne. Zdaniem Alberta Blankerta Seymour Slive twierdzi, że maska nie ma znaczenia symbolicznego. Przeciwnego zdania jest de Jongh. O znaczeniu maski pisze także John Michael Montias, który zauważa, że symbolizuje ona fałsz i udawanie. Dziewczyna, przedstawiona na płótnie, jest sama, jednak nie było tak w pierwotnych zamierzeniach malarza – badanie promieniami Rentgena wykazało, że początkowo w otwartych drzwiach Vermeer namalował psa, a w sąsiednim pomieszczeniu mężczyznę. Kobieta często uważana jest za służącą, tym niemniej jej strój wskazuje raczej na panią domu. Natomiast służącą z gospodynią przedstawił Nicolaes Maes na obrazie Leniwa służąca (albo: Wnętrze ze śpiącą służącą i jej gospodynią), który często jest przywoływany w kontekście dzieła Vermeera.
Przedmioty przedstawione na stole są trudne do rozpoznania, gdyż ta część obrazu jest mocno zniszczona. Bez wątpienia znajduje się tu biała karafka na wino, która pojawia się także na innych obrazach Vermeera: Lekcja muzyki i Dziewczyna z kieliszkiem wina. Przed śpiącą stoi słabo widoczny wśród barwnego dywanu kieliszek, jaki odpowiedni był dla młodej dziewczyny. Drugi leży przewrócony obok karafki – to szklanica, odpowiednia dla mężczyzny. Ona także jest trudno dostrzegalna, jednak ze względu na złą konserwację płótna. Na krawędzi stołu położony jest długi nóż, którego koniec ostrza styka się pod fałdami półprzezroczystej tkaniny z innym sztućcem (widelcem lub łyżką). Materiał spowija także biały, okrągły przedmiot, identyfikowany jako przewrócona karafka albo jajko. O karafce pisze John Nash, a o jajku Norbert Schneider, który dodatkowo przypisuje mu symboliczne znaczenie.

## Przesłanie
Najprawdopodobniej obraz ten nie jest tylko realistycznym przedstawieniem śpiącej dziewczyny, ale, podobnie jak i wiele ówczesnych dzieł, ma także wymowę o charakterze moralizatorskim. Już w katalogu z 1696 roku obraz zatytułowany był: Pijana dziewczyna (służąca) śpiąca przy stole (Een dronke slapende meyd aen een tafel). Tytuł potwierdza niemal pusta szklanka, karafka oraz nieporządny wygląd śpiącej (niedbale zapięty kołnierz). Co więcej, napisy pod rycinami z tego samego czasu, ukazujące identyczny temat, dowodzą, że tego rodzaju przedstawienie zawiera moralizujące przesłanie: ma ono pouczać, iż pijaństwo to rzecz niegodna, niepożądana i grzeszna i że słuszniej jest podążać cnotliwą drogą umiarkowania i wstrzemięźliwości – czyli Temperantii. Sam gest dziewczyny (głowa oparta na ręce) można powiązać z gestem melancholijnym (jest on zresztą bardzo podobny do gestu Marii z płótna Chrystus w domu Marii i Marty) albo apatią. Tak bowiem tradycyjnie przedstawiano acedię (apatię, gnuśność), uważaną za skutek pijaństwa.
Spożycie wina przez dziewczynę można z kolei powiązać ze relacjami uczuciowymi, ale pozamałżeńskimi, na co wskazywałby zamalowany mężczyzna i obraz Everdingena z kupidynem, symbolem rozwiązłości. Everdingen swoje płótno zainspirował emblemem Ottona van Veena (Amorum Emblemata, Antwerpia 1608), opatrzonym dewizą Miłość wymaga szczerości. Karafka, stojąca na stole, zawiera wino, które pomaga mężczyźnie uwieść kobietę, co Vermeer przedstawił także na innych obrazach, m.in. Dziewczyna z kieliszkiem wina.